# Vedat İnceefe
Vedat İnceefe né le 1er avril 1974 à Bandırma dans la province de Balıkesir en Turquie est un footballeur à la retraite qui évoluait au poste de défenseur central.

## Palmarès
- 1 fois vainqueur de la Supercoupe d'Europe avec Galatasaray SK en 2000.
- 4 fois champion de Turquie avec Galatasaray SK en 1997, 1998, 1999 et 2002
- 1 fois vainqueur de la Coupe de Turquie avec Galatasaray SK en 1999.
- 1 fois vainqueur de la Supercoupe de Turquie avec Galatasaray SK en 1997.

## Statistiques détaillées
Dernière mise à jour le 18/06/2010.
| Saison    | Club                 | TOTAL  | TOTAL | Championnat | Championnat | Championnat | Coupe d'Europe | Coupe d'Europe | Coupe d'Europe | Coupes Nationales | Coupes Nationales |
| Saison    | Club                 | Matchs | Buts  | Division    | Matchs      | Buts        | Type           | Matchs         | Buts           |                   |                   |
| Saison    | Club                 | Matchs | Buts  | Division    | Matchs      | Buts        | Type           | Matchs         | Buts           | Matchs            | Buts              |
| --------- | -------------------- | ------ | ----- | ----------- | ----------- | ----------- | -------------- | -------------- | -------------- | ----------------- | ----------------- |
| 1993-1994 | Soma Sotesspor       | 18     | 3     | 3. Lig      | 18          | 3           | -              | -              | -              | -                 | -                 |
| 1994-1995 | Kardemir Karabükspor | 20     | 2     | Lig B       | 19          | 2           | -              | -              | -              | 1                 | -                 |
| 1995-1996 | Kardemir Karabükspor | 35     | 1     | Lig B       | 35          | 1           | -              | -              | -              | -                 | -                 |
| 1996-1997 | Galatasaray SK       | 32     | 3     | Süperlig    | 29          | 2           | C2             | ?              | ?              | 3                 | 1                 |
| 1997-1998 | Galatasaray SK       | 10     | 0     | Süperlig    | 8           | -           | C1             | ?              | ?              | 2                 | -                 |
| 1998-1999 | Galatasaray SK       | 16     | 0     | Süperlig    | 13          | -           | C1             | ?              | ?              | 3                 | -                 |
| 1999-2000 | Galatasaray SK       | 1      | 0     | Süperlig    | 1           | -           | C1 + C3        | ?              | ?              | -                 | -                 |
| 1999-2000 | Istanbulspor (Prêt)  | 10     | 0     | Süperlig    | 10          | -           | -              | -              | -              | -                 | -                 |
| 2000-2001 | Galatasaray SK       | 12     | 0     | Süperlig    | 9           | -           | C1             | ?              | ?              | 3                 | -                 |
| 2001-2002 | Galatasaray SK       | 13     | 1     | Süperlig    | 11          | 1           | C1             | 2              | -              | -                 | -                 |
| 2002-2003 | Galatasaray SK       | 21     | 0     | Süperlig    | 18          | -           | C1             | 1              | -              | 2                 | -                 |
| 2003-2004 | Manisaspor           | 9      | 0     | Lig A       | 9           | -           | -              | -              | -              | -                 | -                 |
| 2004-2005 | Manisaspor           | 13     | 0     | Lig A       | 13          | -           | -              | -              | -              | -                 | -                 |
| 1993-2005 | TOTAL                | 210    | 10    | -           | 193         | 9           | -              | 3              | 0              | 14                | 1                 |